# Stazione TGV Vendôme - Villiers-sur-Loir TGV
La stazione di Vendôme - Villiers-sur-Loir TGV (in francese Gare de Vendôme - Villiers-sur-Loir TGV) è una stazione ferroviaria situata tra i comuni di Vendôme e Villiers-sur-Loir, Francia.